# غوربوكي (داغستان)
غوربوكي (الروسية: Гурбуки) هي مدينة في جمهورية داغستان في روسيا. يبلغ عدد سكانها حوالي 4474 نسمة.